# Kanton Varades
Varades is een voormalig kanton van het Franse departement Loire-Atlantique. Het kanton maakte deel uit van het arrondissement Ancenis. Het werd opgeheven bij decreet van 25 februari met uitwerking op 22 maart 2015.

## Gemeenten
Het kanton Varades omvatte de volgende gemeenten:
- Belligné
- La Chapelle-Saint-Sauveur
- Le Fresne-sur-Loire
- Montrelais
- La Rouxière
- Varades (hoofdplaats)